# NGC 3266
NGC 3266 este o galaxie lenticulară situată în constelația Ursa Mare. A fost descoperită în 3 aprilie 1791 de către William Herschel.